# Éva Erdős
Éva Erdős, född den 28 juli 1964 i Budapest i Ungern, är en ungersk handbollsspelare.
Hon tog OS-brons i damernas turnering i samband med de olympiska handbollstävlingarna 1996 i Atlanta.